# Rindebotnen
Rindebotnen (norwegisch für Bergkessel) ist ein Bergkessel im ostantarktischen Königin-Maud-Land. Er liegt in der Nordostwand der Borga im Borg-Massiv. 
Norwegische Kartographen, die ihn auch benannten, kartierten ihn anhand geodätischer Vermessungen und mithilfe von Luftaufnahmen der Norwegisch-Britisch-Schwedischen Antarktisexpedition (1949–1952).